# Killipia
Killipia es un género  de plantas fanerógamas pertenecientes a la familia Melastomataceae. Comprende 5 especies descritas. Es originario de Sudamérica.

## Taxonomía
El género fue descrito por Henry Allan Gleason y publicado en Bulletin of the Torrey Botanical Club 52: 456. 1925.

## Especies aceptadas
A continuación se brinda un listado de las especies del género Killipia aceptadas hasta febrero de 2013, ordenadas alfabéticamente. Para cada una se indica el nombre binomial seguido del autor, abreviado según las convenciones y usos:
- Killipia latifolia Wurdack
- Killipia pedunculata Gleason
- Killipia quadrangularis Gleason
- Killipia rotundifolia Wurdack
- Killipia verticalis N. Ruiz